# 衛生紙

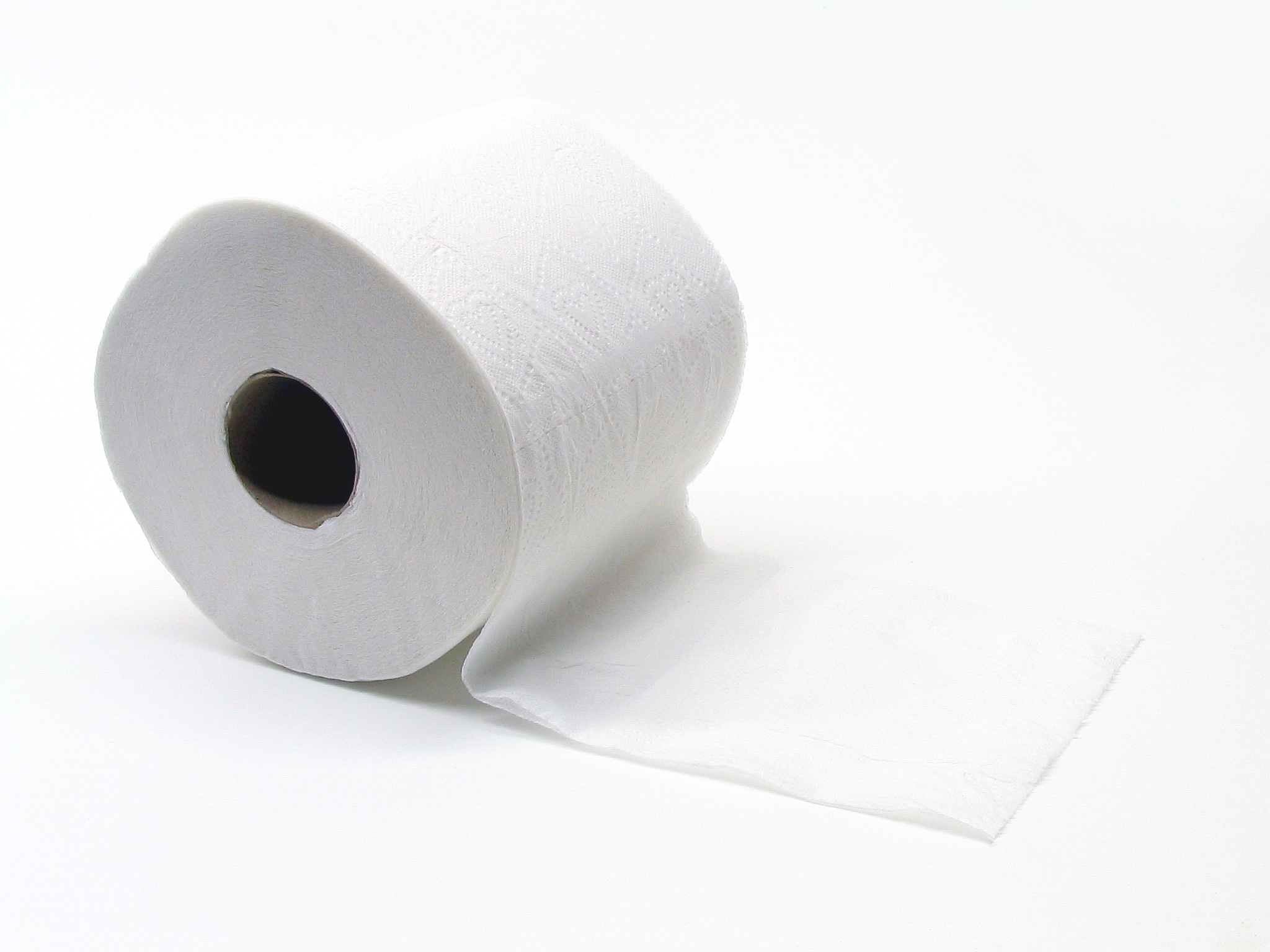
廁紙卷

衛生紙、廁紙、草紙、手纸是一種薄而且软的紙張，供人們如廁後擦屁股以及在日常生活中清潔皮膚、物品。形狀有單張四方型的抽取式衛生紙，或者捲成滾筒形狀的。大部分呈白色。

## 区分
卫生纸通常由木漿製造，跟一般紙的製造過程差不多，但是極薄極脆弱。脆弱使得衛生紙遇水就爛，以免在廁所內造成堵塞。
外觀極其類似的面紙（滾筒式类似廚房紙）。如果把面紙誤當成衛生紙使用，很容易導致廁所堵塞。

## 歷史
在紙出現並便宜到可以用來拭穢之前，人們使用過的廁後清理材料包括水、布、叶、玉米芯、土坷埌（土块）、木竹片（廁籌)、繩子。中國最早的用紙拭穢記載見於6世纪的《顏氏家訓》：
吾每讀聖人之書，未嘗不肅敬對之；其故紙有五經詞義，及賢達姓名，不敢穢用也。
9世纪中叶（唐朝）的阿拉伯商人苏莱曼在广州也有记载：
中国人不讲卫生，便后不用水洗，而是用中国造的纸擦。……无论印度人还是中国人，在洁净时都不做大净的：中国人解过大便后，只用纸擦一下。
《元史》列傳第三載元裕宗的妻子極為孝順公婆，侍奉婆婆昭睿順聖皇后（察必皇后）「不離左右，至溷廁所用紙，亦以面擦，令柔軟以進。」
在《紅樓夢》41回，劉姥姥在大觀園突然覺得要拉肚子，於是「忙的拉著一個小丫頭，要了兩張紙就解衣」，說明清朝的平民用紙拭穢是常見的。
兩千年前蔡倫改良造紙術，改變了書寫的歷史。
十九世紀，開始以木漿製紙。
二十世紀初，美國史古脫紙業公司買下一大批紙，因紙面產生皺摺而無法使用。面對一倉庫的無用的紙，大家都不知如何是好，在主管會議中，有人建議將紙退回供應商以減少損失，這個建議獲得所有人的附議。該公司負責人亞瑟·史古脫（Arthur Scott）卻不這麼想，他想到在捲紙上打洞，變成容易撕下成一小張一小張的。史古脫將這種紙命名為「桑尼」衛生巾，賣給火車站、飯店、學校等放置於廁所中，因為相當好用而大受歡迎，並慢慢普及到一般家庭中，為公司創下了許多利潤。

## 種類
- 平板（每包約300張）
- 抽取（每包約90～130抽）
- 捲筒（以重量公克，或總長度，或「節」做為規格的單位）

## 环保
由於衛生紙「用完即棄」的特性，過去有环境保护團體指出，不應浪費珍貴的木漿來造衛生紙，而應該轉用蘆葦或竹之類生長速度較快的植物，甚至應該循環使用報紙來製成衛生紙。
1990年代中期，香港曾有一种標榜用再生報紙製成的紙巾，但由于報紙的油墨很難脫色，使紙巾的表面有不少黑點，加上紙質較差，使它在市場上的反映不好。

## 用过的卫生纸丟进马桶还是垃圾桶的争议
全世界絕大部分地區的人如廁後用的廁紙都是丟進馬桶。不過為了避免堵塞，在中國大陸地區都有不成文規定，會把用過的衛生紙丟在廁所旁的垃圾筒內，台灣以前也類似。
这时，馬桶旁会放垃圾筒。
但是，如果在沒有定時清理垃圾筒的情況下，沾黏糞便的衛生紙，可能會使衛生環境惡化，成為病菌的散布源頭。
2016年起，台灣官方已經開始宣導如廁後的衛生紙直接丟入馬桶的概念，但因台灣部分房舍排水設施過於老舊以及個人的使用習慣的緣故，成效仍尚待觀察。

## 特殊文化

### 有趣味的卫生纸

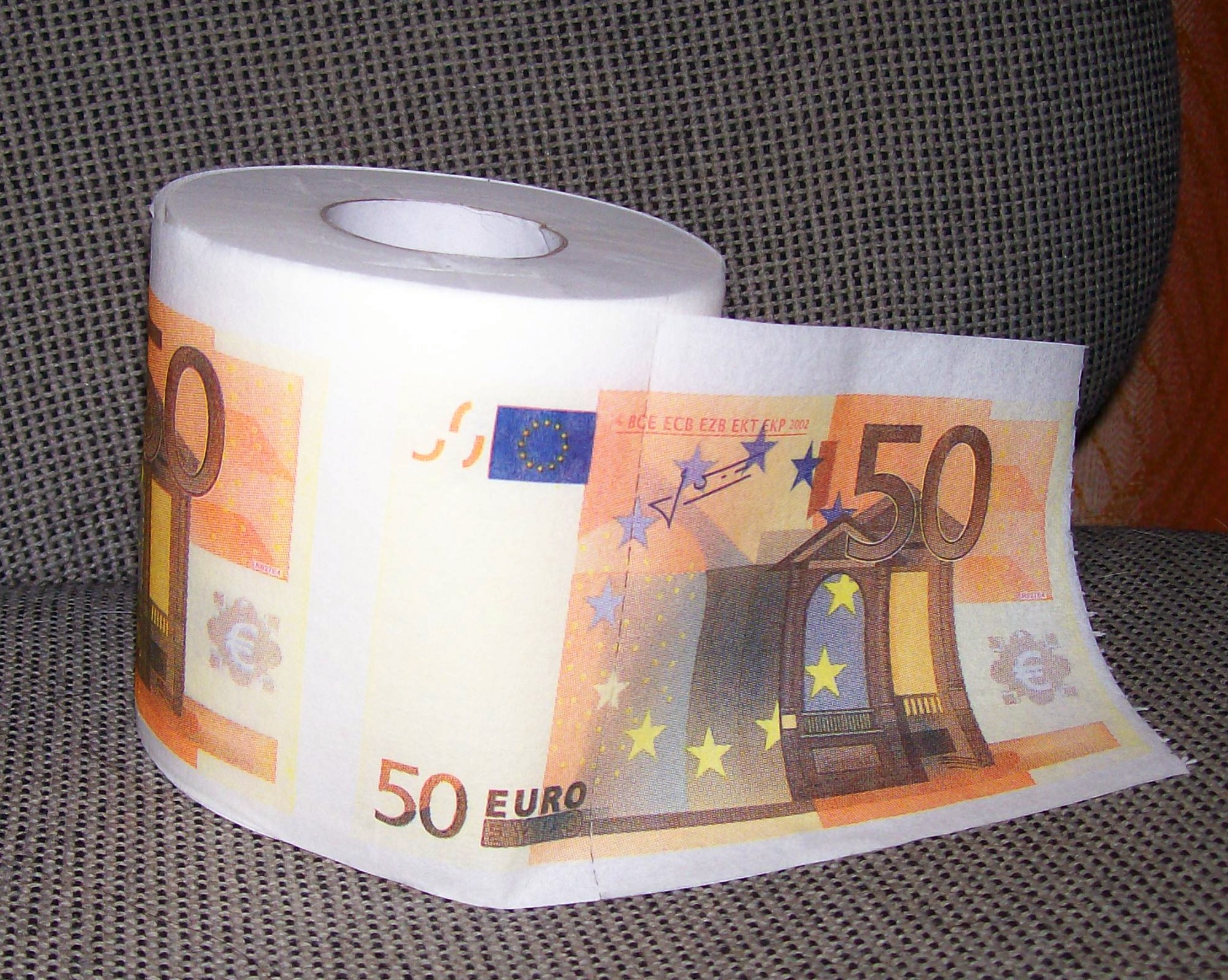
将钞票图案印在卫生纸上的趣味卫生纸

部分卫生纸设计得很有趣味，以供如厕的人娱乐。比如有将数独游戏印在卫生纸上的，可以一边如厕一边玩。

### 抢购卫生纸
每当出现大型灾难（如流行病出现）时，卷装卫生纸极容易被抢购一空，一些分析认为，由于西方国家或推崇西方文明的地区会对卫生纸消耗量相当大；由于对灾难的未来发展情况不明朗（包括管治政府对灾难的反应，谣言的传播等），可能会导致长期隔离，而令人们加大对各种物资的屯备量；卷装卫生纸在商店中是占空间大而显眼的货品，过快的抢购速度导致货架容易清空的情况，会更进一步加剧人们对物质短缺的恐慌心理和害怕错过的心理，最终令商店补充上架的速度很难跟上人们抢购的速度。

### 偷卫生纸
2020年初，时值2019冠状病毒病疫情，香港引發搶購防疫用品潮，廁紙一度被搶購一空。2020年2月17日，香港1名男子於惠康超級巿場持刀指嚇卸貨職員，同時另外2名男子劫走共50條、共600卷廁紙，總值為1,695元。涉案3男于当年3月11日於區域法院承認搶劫罪，被判監40個月。法官判刑時指，案發時疫情嚴峻，市面出現搶購潮，不能因所劫去的廁紙價錢不高，便否認其市場上價值。法官認為3人使用手推車，顯示犯案前有簡單部署，並非毫無預謀。。

### 日本ACG文化衍生
由于成為小說家吧日本小说创作平台等轻小说创作途径的兴起，导致大量剧情还是画风都过于千篇一律和俗套的轻小说作品出现，形容印刷这些作品的纸质书本如同厕纸般被浪费（或者称为“买插画送厕纸”），也因此延伸到基于这些作品改编的同样粗製濫造的动画上。

## 相關
- 薄棉紙（英语：Tissue paper）
- 衛生棉
- 2018年台灣衛生紙搶購現象